# محلل تفاضلي

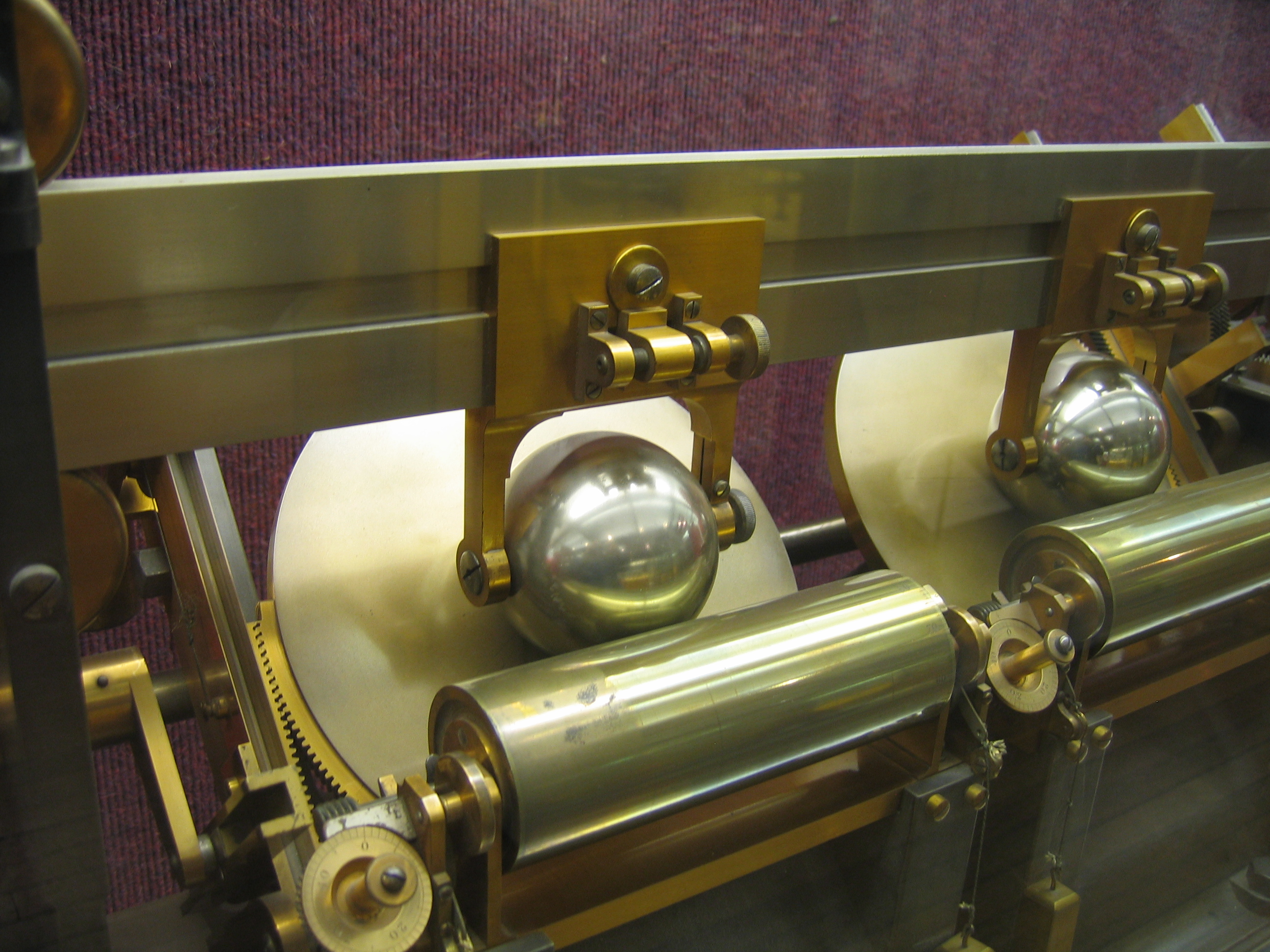
تكامل الكرة والأقراص لدراسة المد والجزر.

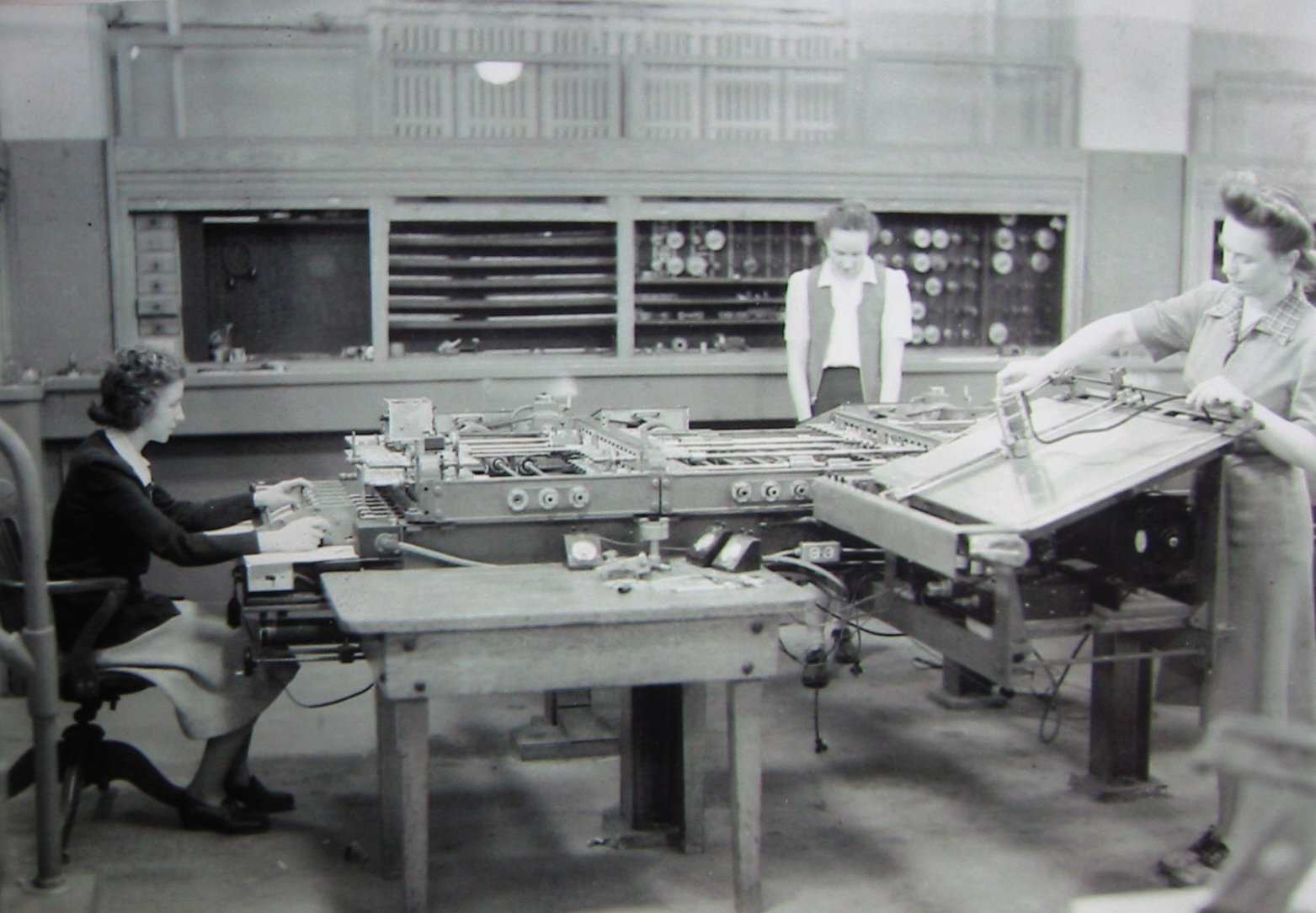
يعمل كل من كاثلين انطونيلي وأليس سنايدر وسيس ستامب في تشغيل محلل تفاضلي في قبو كلية مور للهندسة الكهربائية بجامعة بنسلفانيا في فيلادلفيا بولاية بنسلفانيا. 1942-1945.

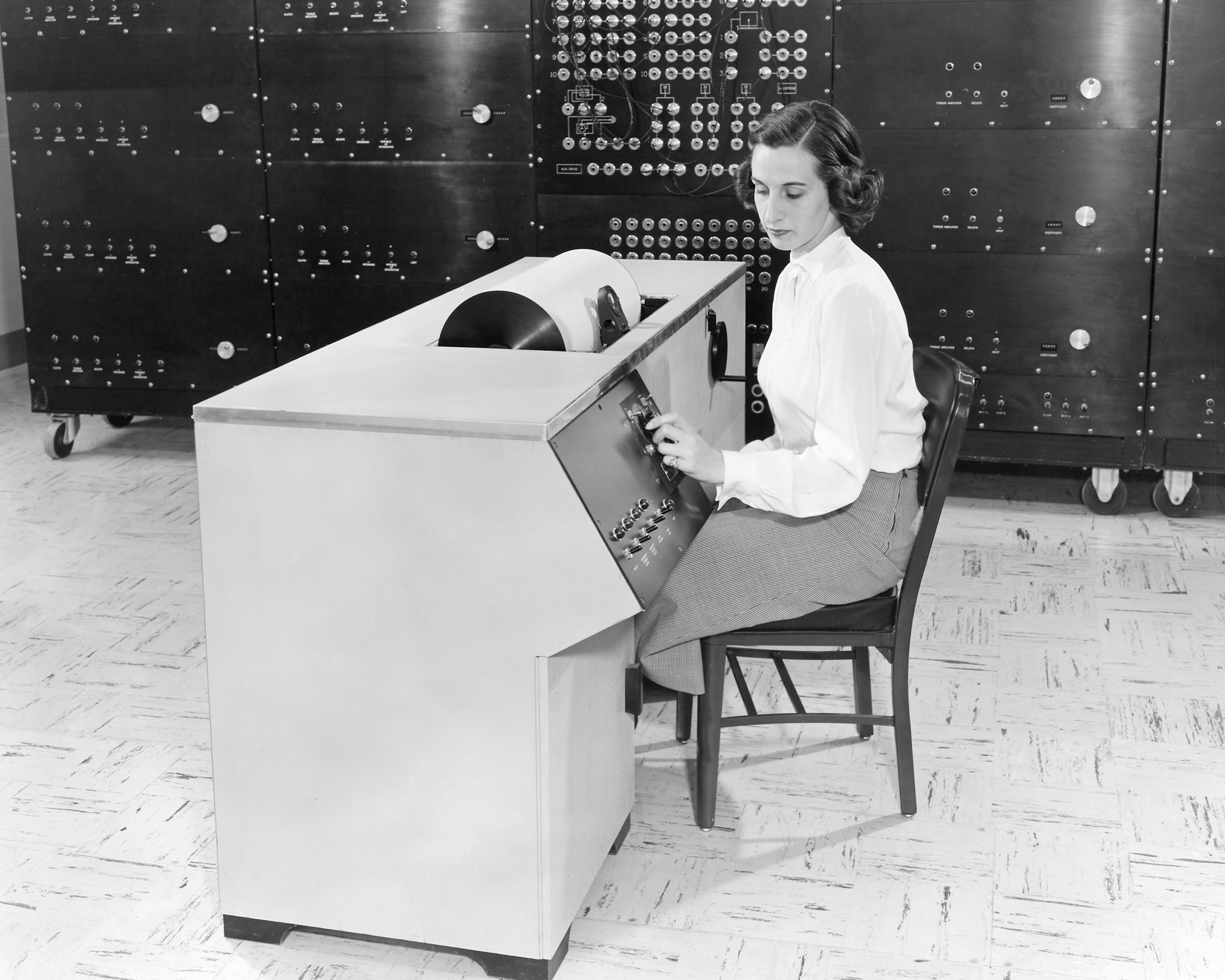
محلل تفاضلي في مختبر لويس، التابع لللجنة الاستشارية الوطنية للملاحة الجوية عام 1951

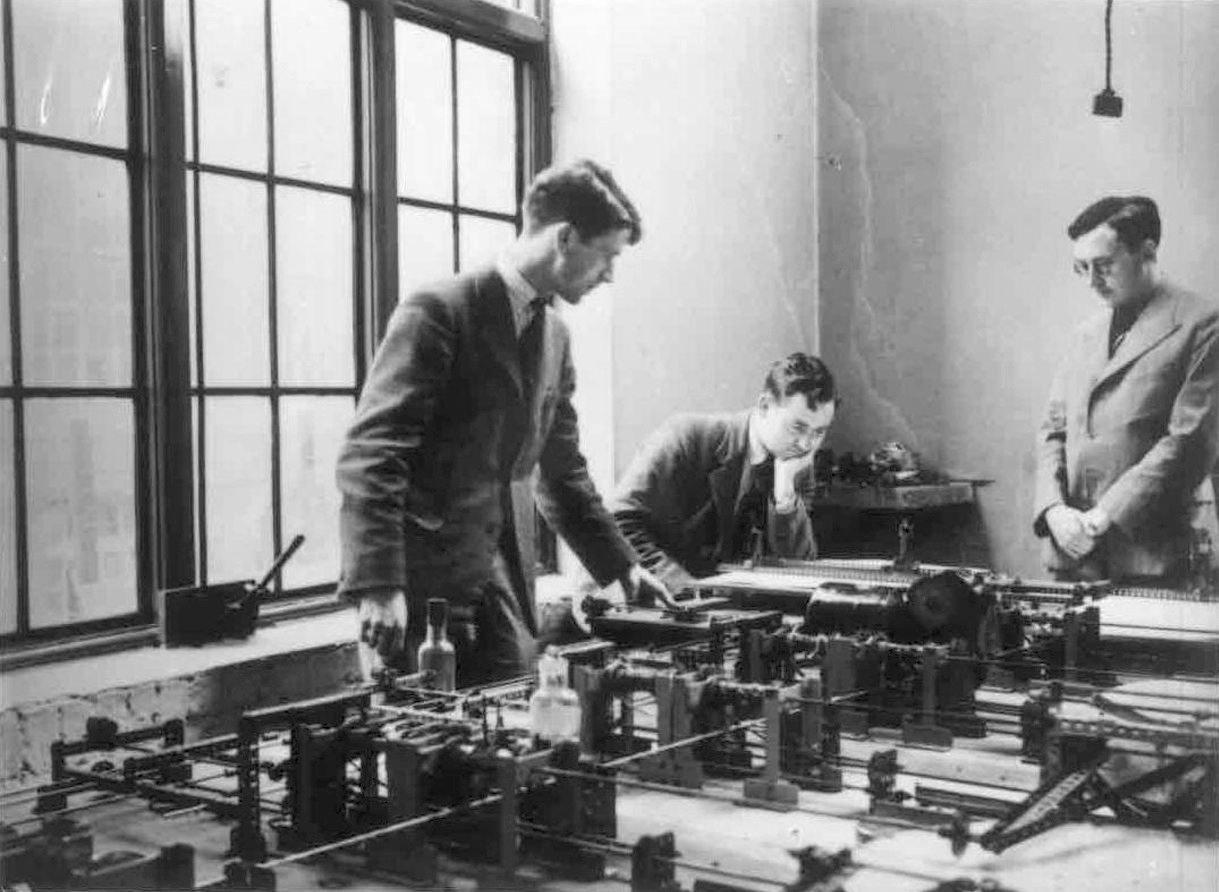
محلل ميكانو التفاضلي في متحف النقل والتقانة المستخدم في مختبر الرياضيات بجامعة كامبريدج 1937. الشخص الموجود على اليمين هو الدكتور موريس ويلكس، الذي كان مسؤولاً عنه في ذلك الوقت

المحلل التفاضلي هو جهاز تماثلي ميكانيكي مصمم لحل المعادلات التفاضلية من خلال التكامل، باستخدام آليات العجلات والأقراص لتنفيذ التكامل. ويعدّ واحداً من أول أجهزة الحوسبة المتقدمة التي يتم استخدامها تشغيلياً. لا يمكن إضافة الآلات الأصلية، ولكن بعد ذلك لوحظ أنه إذا تم تشغيل العجلتين من الفارق الخلفي، فإن عمود التشغيل سيحسب متوسط العجلات اليسرى واليمنى. تقوم نسبة التروس البسيطة البالغة 1: 2 بتمكين الضرب بمقدار اثنين، وبالتالي يتم تحقيق الجمع والطرح. الضرب هو مجرد حالة تكامل خاصة، وهي دمج وظيفة ثابتة.

## التاريخ
بدأ البحث عن حلول للمعادلات التفاضلية باستخدام الأجهزة الميكانيكية، وخصم المقاييس، على الأقل في وقت مبكر من عام 1836، عندما صمم الفيزيائي الفرنسي غاسبار غوستاف كوريوليس جهازًا ميكانيكيًا لدمج المعادلات التفاضلية من الدرجة الأولى.
تم نشر أول وصف لجهاز يمكنه دمج المعادلات التفاضلية لأي ترتيب في عام 1876 بواسطة جيمس طومسون، الذي ولد في بلفاست في عام 1822، لكنه عاش في اسكتلندا من سن العاشرة.
على الرغم من أن طومسون وصف جهازه بأنه «آلة دمج»، إلا أنه وصفه للجهاز، إلى جانب المنشور الإضافي في عام 1876 لوصفين آخرين من قِبل شقيقه الأصغر لورد كلفن، الذي يمثل اختراع المحلل التفاضلي.
كان من أوائل الاستخدامات العملية لمفاهيم طومسون آلة تنبؤ بالمد والجزر صممها كلفن ابتداء من عام 1872-3. بناءً على نصيحة لورد كلفن، تم دمج آلة دمج تومسون لاحقًا في نظام مكافحة الحرائق للأسلحة النارية التي طورها آرثر بولين، مما أدى إلى جهاز كمبيوتر تمثيلي يعمل بالكهرباء، تم الانتهاء منه بحلول عام 1912. طور عالم الرياضيات الإيطالي إرنستو باسكال أيضًا مخططات متكاملة للتكامل الميكانيكي للمعادلات التفاضلية والتفاصيل المنشورة في عام 1914.
مع ذلك تم بناء أول محلل تفاضلي للأغراض العامة على نطاق واسع من قبل هارولد لوك هازن وفانيفار بوش في معهد ماساتشوستس للتكنولوجيا، 1928-1931، ويتألف من ستة مدمجين ميكانيكيين. في نفس العام، وصف بوش هذه الآلة في مقال صحفي بأنها «تكامل مستمر». عندما نشر مقالا آخر على الجهاز في عام 1931، سماه بأنه «محلل تفاضلي». صرح بوش في هذا المقال أن "الجهاز الحالي يشتمل على نفس الفكرة الأساسية للتوصيل البيني للوحدات المدمجة كما فعل لورد كلفن. لكن بالتفصيل، هناك تشابه ضئيل مع النموذج السابق". وفقا لسيرته الذاتية لعام 1970، كان بوش «غير مدرك لعمل كلفن حتى بعد أن بدأ أول محلل تفاضلي.»
أحضر دوغلاس هارتري من جامعة مانشستر تصميم بوش إلى إنجلترا، حيث بنى أول نموذج له "دليل على المفهوم" مع طالبه، آرثر بورتر، خلال عام 1934: ونتيجة لذلك، حصلت الجامعة على آلة كاملة تضم أربعة مدربين ميكانيكيين في مارس 1935، التي بناها متروبوليتان فيكرز، وكان وفقاً لهارتري الجهاز الأول من نوعه في العملية خارج الولايات المتحدة". خلال السنوات الخمس التالية تمت إضافة ثلاثة آخرين، في جامعة كامبريدج، وجامعة كوينز بلفاست، والمؤسسة الملكية للطائرات في فارنبورو. يتم عرض أحد الدمجين من دليل الفكرة هذا في قسم تاريخ الحوسبة في متحف العلوم (لندن) إلى جانب آلة مانشستر كاملة.
في النرويج، تم الانتهاء من محلل أوسلو بنيت محلياً خلال عام 1938، استنادا إلى نفس المبادئ مثل آلة ميت. كان هذا الجهاز يحتوي على 12 وحدة متكاملة، وكان أكبر محلل تم بناؤه لمدة أربع سنوات.
في الولايات المتحدة، تم بناء محللات تفاضلية أخرى في مختبر أبحاث البالستية في ولاية ماريلاند وفي الطابق السفلي من كلية مور للهندسة الكهربائية في جامعة بنسلفانيا خلال أوائل الأربعينيات. تم استخدام هذا الأخير على نطاق واسع في حساب جداول إطلاق المدفعية قبل اختراع إينياك، والتي تم تصميمها على المحلل التفاضلي. أيضًا في أوائل الأربعينيات من القرن العشرين، مع صموئيل كالدويل، أحد المساهمين الأساسيين في أوائل ثلاثينيات القرن العشرين، حاول بوش تغييرًا كهربائيًا، وليس ميكانيكيًا، لكن الكمبيوتر الرقمي الذي تم بناؤه في مكان آخر كان له وعد أكبر بكثير وتوقف المشروع. في عام 1947، ركبت جامعة كاليفورنيا في لوس أنجلوس محللًا تفاضليًا صممه لهم جنرال إلكتريك بتكلفة 125000 دولار. بحلول عام 1950، انضم هذا الجهاز بثلاثة آخرين. ظهر محلل التفاضلية UCLA في عام 1951 عندما تصطدم العالمين.
في جامعة أوساكا الإمبراطورية (جامعة أوساكا الحالية) في حوالي عام 1944، تم تطوير آلة تحليل تفاضلية كاملة لحساب حركة كائن ومشاكل أخرى مع المكونات الميكانيكية، ثم يرسم رسومات بيانية على ورقة بقلم. تم نقله لاحقًا إلى جامعة طوكيو للعلوم وتم عرضه في متحف العلوم بالمدرسة في شينجوكو وارد. استعادة في عام 2014 هي واحدة من اثنين فقط لا تزال تعمل.

## استخدام محلل ميكانو التفاضلي

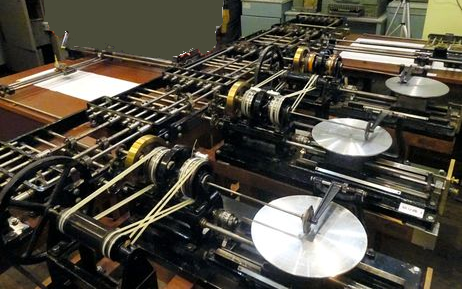
في وقت مبكر، الكمبيوتر و الراسمة اللتان يرجع تاريخهما إلى عام 1944،يقومان بعملية حل المعادلات المعقدة مرة أخرى بعد 70 سنة.

استخدم المحلل التفاضلي النموذجي في جامعة مانشستر في عام 1934 بوساطة دوغلاس هارتري وآرثر بورتر على نطاق واسع أجزاء ميكانو: وهذا يعني أن الجهاز كان أقل تكلفة في الإنشاء، وأثبت أنه «دقيق بما فيه الكفاية لحل العديد من المشكلات العلمية». توجد آلة مماثلة بناها جي بي برات في جامعة كامبريدج عام 1935 في مجموعة متحف النقل والتكنولوجيا (MOTAT) في أوكلاند، نيوزيلندا. تصف مذكرة كُتبت لقسم أبحاث التسلح في الجيش البريطاني في عام 1944 كيف تم تعديل هذه الآلة خلال الحرب العالمية الثانية لتحسين الموثوقية والقدرة المُحسّنة، وتُعرّف تطبيقاتها في زمن الحرب على أنها تشمل البحث عن تدفق الحرارة، والتفجيرات المتفجرة، ومحاكاة خطوط النقل.
في عام 1948، تم شراء هذه الآلة من قبل البروفيسور هاري ويل من أوكلاند، مقابل 100 جنيه إسترليني، ثم أخذها إلى أوكلاند لاستخدامها في مركز أبحاث راديو.
تشير التقديرات إلى أنه «تم بناء حوالي 15 نموذجًا من أجهزة التحليل التفاضلي لميكانو للعمل الجاد من العلماء والباحثين في جميع أنحاء العالم». في الآونة الأخيرة، أصبح بناء محللات تفاضلية مع أجزاء محلل ميكانو التفاضلي مشروعًا مشهورًا بين الهواة. مثال على ذلك، المحلل التفاضلي الذي تم إنشاؤه في جامعة مارشال، والذي يستخدم الآن للأغراض التعليمية، حيث لا يحل الطالب معادلة تفاضلية فحسب، بل يصبح أيضًا «آلة حاسبة» عن طريق تشغيل الآلة، وبالتالي يطور فهمًا أفضل لما المعادلة التفاضلية.